# Federico Barba
Federico Barba (ur. 1 września 1993 w Rzymie) – włoski piłkarz występujący na pozycji środkowego obrońcy w Realu Valladolid.

## Kariera
Barba karierę juniorską rozpoczął w wieku siedmiu lat w szkółce AS Axa Calcio. W 2007 przeniósł się do Cisco Roma. Sezon później występował w młodzieżowych drużynach AS Roma. W lipcu 2012 wypożyczony do występującego w Serie B Grosseto. W lidze zadebiutował 20 października w spotkaniu z Modeną. W lipcu 2013 Grosseto nabył połowę praw do karty zawodnika za 200 tys. euro. W sierpniu 2013 AS Roma odkupił połowę praw do karty zawodnika w zamian za 400 tys. euro oraz za wypożyczenie do Grosseto Mattea Ricciego. Następnie klub z Rzymu sprzedał połowę praw do karty zawodnika do Empoli FC. W czerwcu 2015 Empoli FC odkupił od AS Roma pozostałe 50 procent praw do karty zawodnika.
W lutym zawodnik 2016 przeniósł się do VfB Stuttgart na zasadzie wypożyczenia do końca sezonu z opcją pierwokupu. W lipcu 2017 kupiony przez Sporting Gijón. W sierpniu 2018 podpisał kontrakt z A.C. ChievoVerona obowiązujący do czerwca 2022 roku. Kwota odstępnego wyniosła 3 mln euro.